# Jun Amano
Jun Amano (n. 19 iulie 1991, Prefectura Kanagawa, Japonia) este un fotbalist japonez.
Amano a debutat la echipa națională a Japoniei în anul 2018.

## Statistici
| Japonia | Japonia | Japonia |
| An      | Meciuri | Goluri  |
| ------- | ------- | ------- |
| 2018    | 1       | 0       |
| Total   | 1       | 0       |